# ロシア政体法令 (1918年)
ロシア政体法令（ロシアせいたいほうれい、ロシア語: Конституция РДФР）とは、1917年の十月革命前後にロシア臨時政府が制定し、翌1918年1月19日（ユリウス暦1月6日）に公布した、ロシアを民主連邦共和国と明記したロシア史上初の憲法である。

## 沿革
憲法制定委員会は、アレクサンドル・ボゴレポフ (ru)、マクシム・ヴィナヴェル、ウラジーミル・ゲッセン (ru)、ウラジーミル・デリュジンスキー、セルゲイ・コトリャレフスキー (ru)、ウラジーミル・ナボコフ、ボリス・ノリデ (ru) など立憲民主党に属する30人の法律家によって構成され、ニコライ・ラザレフスキーが委員長を務めた。委員会は10月14日から開かれたが、直後に十月革命が発生したため中断を余儀なくされた。
憲法制定の先駆けとして、国家形態などを定めたロシア政体法令は1918年1月18日の全ロシア憲法制定議会召集に合わせて公布されたが、憲法制定議会は翌19日にボリシェヴィキの全ロシア中央執行委員会によって解体され、同日にロシア民主連邦共和国も崩壊した。
最終的に共和国の憲法は1919年にフランスのパリにおいて完成したが、ロシア・ソビエト社会主義共和国成立後であり、当時ボリシェヴィキが統治するロシアにおいて、肝心の共和国憲法を採用する国家は存在しなかった。

## 内容
法令は200条からなる13の章によって構成されていた。
1. 市民的自由の権利の宣言と保障、市民権と帰化（第1条、第2条、第18条）
2. 連邦主義、地方自治の原則。立法府の権限
3. 国語と地方言語
4. 国民代表制（第5条）
  1. 二院制
  2. 職務の組織、会期、解散、憲法、免責、公務員
5. 国家元首の選出
6. 裁判所の組織、独立、軍事裁判所及び特別裁判所の設置
7. 陸軍
8. 行政
9. 大臣会議
10. 予算、融資、財政
11. 外交と条約
12. 憲法審査、司法の保障
13. 印象、紋章、旗

国家元首たる大統領は、議会により選出され任期は1年間で、大臣会議の監督と補佐を受けて行政権を行使するものとされていた（ただし、公式には1月6日までは臨時政府は君主制を廃止していない）。しかし同時に大統領には幅広い権能が与えられ、過去にロシア皇帝が手にしていたような軍事と外交に関する最高権力、閣僚の任免権も認められていた。議会は帝政時代の国家評議会・ドゥーマと同様の二院制とされた（しかし、制憲委員会においても二院制支持者が11人、一院制支持者が7人と、その見解は分かれていた）。
選挙権は満20歳以上の男女に与えられた。この年齢制限は帝政時代よりも5年引き下げられたもので、21歳や25歳を選挙人とする欧米諸国よりも低かった（臨時政府内のボリシェヴィキは18歳から選挙人とするよう提案していたが、これは退けられた）。また、婦人参政権も欧米諸国に先立つものであった。そして、世界で初めて軍人に対する議決権が認められた。政教分離と世俗主義も宣言されていた。
国家の形態については（フィンランドを含めた）ロシア国家の単一性・不可分性が強調され、その枠内において連邦制に基づく法的・宗教的自治が保障されていた。